# Didymoctenia
Didymoctenia là một chi bướm đêm thuộc họ Geometridae.

## Các loài
- Didymoctenia exsuperata (Walker, 1860)